# Penna in Teverina
Penna in Teverina – miejscowość i gmina we Włoszech, w regionie Umbria, w prowincji Terni.
Według danych na rok 2004 gminę zamieszkiwało 1045 osób, 116,1 os./km².